# Coppa del Mondo di slopestyle (freestyle)
La Coppa del Mondo di slopestyle è un trofeo assegnato annualmente dalla Federazione Internazionale Sci (FIS), a partire dalla stagione 2011/2012, al freestyler e alla freestyler che hanno ottenuto il punteggio complessivo più alto nelle gare di slopestyle del circuito della Coppa del Mondo di freestyle.

## Albo d'oro
| Stagione  | Uomini                          | Uomini               | Donne                      | Donne           |
| Stagione  | Vincitore                       | Nazionale            | Vincitrice                 | Nazionale       |
| --------- | ------------------------------- | -------------------- | -------------------------- | --------------- |
| 2011-2012 | Cyrill Hunziker Thomas Wallisch | Svizzera Stati Uniti | Linn-Ida Murud Kaya Turski | Norvegia Canada |
| 2012-2013 | James Woods                     | Gran Bretagna        | Keri Herman                | Stati Uniti     |
| 2013-2014 | Jesper Tjäder                   | Svezia               | Lisa Zimmermann            | Germania        |
| 2014-2015 | Felix Stridsberg-Usterud        | Norvegia             | Emma Dahlström             | Svezia          |
| 2015-2016 | Andri Ragettli                  | Svizzera             | Tiril Sjåstad Christiansen | Norvegia        |
| 2016-2017 | McRae Williams                  | Stati Uniti          | Sarah Höfflin              | Svizzera        |
| 2017-2018 | Andri Ragettli                  | Svizzera             | Jennie-Lee Burmansson      | Svezia          |
| 2018-2019 | Mac Forehand                    | Stati Uniti          | Megan Oldham               | Canada          |
| 2019-2020 | Andri Ragettli                  | Svizzera             | Sarah Höfflin (2)          | Svizzera        |
| 2020-2021 | Colby Stevenson                 | Stati Uniti          | Tess Ledeux                | Francia         |
| 2021-2022 | Andri Ragettli (4)              | Svizzera             | Kelly Sildaru              | Estonia         |
| 2022-2023 | Birk Ruud                       | Norvegia             | Johanne Killi              | Norvegia        |
| 2023-2024 | Mac Forehand (2)                | Stati Uniti          | Mathilde Gremaud           | Svizzera        |
| 2024-2025 | Alexander Hall                  | Stati Uniti          | Tess Ledeux (2)            | Francia         |